# Cergău
Cergau là một xã thuộc hạt Alba, România. Dân số thời điểm năm 2002 là 1762 người.